# Cintaroa
Cintaroa is een geslacht van kevers uit de familie van de loopkevers (Carabidae). De wetenschappelijke naam van het geslacht is voor het eerst geldig gepubliceerd in 1989 door Kasahara.

## Soorten
Het geslacht Cintaroa is monotypisch en omvat slechts de volgende soort:
- Cintaroa aptera Kasahara, 1989